# Фролов Олег Володимирович
Оле́г Володи́мирович Фроло́в (* 26 жовтня 1970, м. Потсдам, НДР) — генерал-полковник, заступник Голови Служби безпеки України (2015—2019).

## Життєпис
Народився 26 жовтня 1970 року в м. Потсдам, Німеччина.
У 1993 році здобув вищу технічну освіту у Київському вищому військовому авіаційному інженерному училищі. Другу вищу юридичну освіту здобув у Національній академії СБУ у 2001 році.
З 1993 по 2007 рік проходив військову службу на оперативних та керівних посадах Служби безпеки України — від першої посади офіцера до начальника Головного управління.
Близько 7 років віддав справі захисту державних інформаційних ресурсів у Державній службі спеціального зв'язку та захисту інформації України.
Після повернення в СБУ у липні 2014 року очолив Департамент оперативно-технічних заходів.
23 червня 2015 року Указом Президента України № 352 призначений заступником Голови СБ України.
У червні 2018 року виступав від імені СБУ на 1-й Конференції високого рівня керівників антитерористичних відомств держав-членів ООН.
У травні 2019 року в Одесі відкрив третій в Україні регіональний центр забезпечення кібербезпеки. Основним завданням новоствореної інституції є реагування на кіберінциденти та кібератаки на державні електронні інформаційні ресурси й об'єкти критичної інфраструктури області.
15 травня 2019 року виступив на панельній дискусії «Моніторинг зовнішнього втручання в українські президентські вибори 2019 року». Він повідомив, що СБУ знайшло близько 400 акаунтів, які мали використовувати в ході президентської виборчої кампанії у мережах Твітер, Фейсбук, Гугл.
11 червня 2019 року звільнений з посади заступника Голови СБУ. Указом Президента України від 21 червня 2019 року № 422/2019 звільнений з військової служби в запас Служби безпеки України у зв'язку з проведенням організаційних заходів із правом носіння військової форми одягу.

## Нагороди
Має низку відомчих нагород, почесні відзнаки від інших органів державної влади, нагрудний знак «Хрест Пошани», нагороджений вогнепальною зброєю.
- Орден Богдана Хмельницького 2-го ступеня (21.02.19)[8]
- Орден Богдана Хмельницького 3-го ступеня (26.12.17)[джерело?]
- Відомча медаль «Ветеран служби»
- Медаль «Вірність та честь»

## Військові звання
- 23 серпня 2015 — генерал-лейтенант[9]
- 23 березня 2017 — генерал-полковник[10]